# 1950 în artă
← 1947 în artă — 1948 în artă — 1949 în artă ——  1950 în artă  —— 1951 în artă — 1952 în artă — 1953 în artă →
1950 în artă implică o serie de evenimente:

## Evenimente

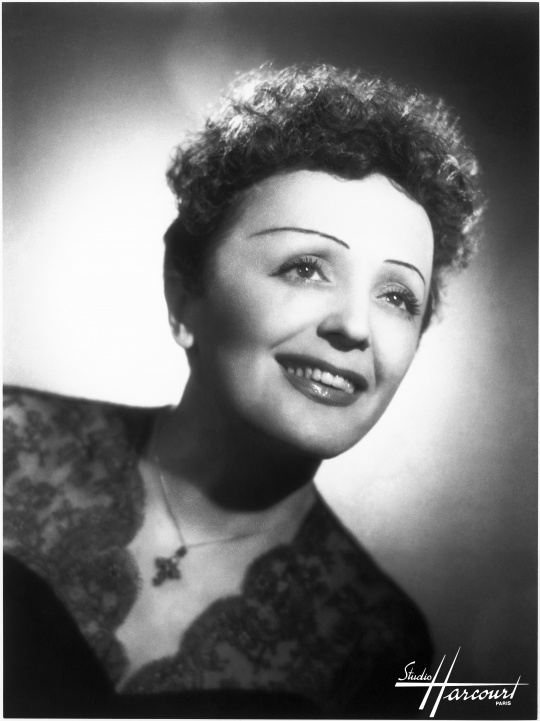
1950 — Edith Piaf în 1960, fotografie publicată de Harcourt

## Decese
- 18 ianuarie —

## Galerie (lucrări din 1950)

Lucrări reprezentative
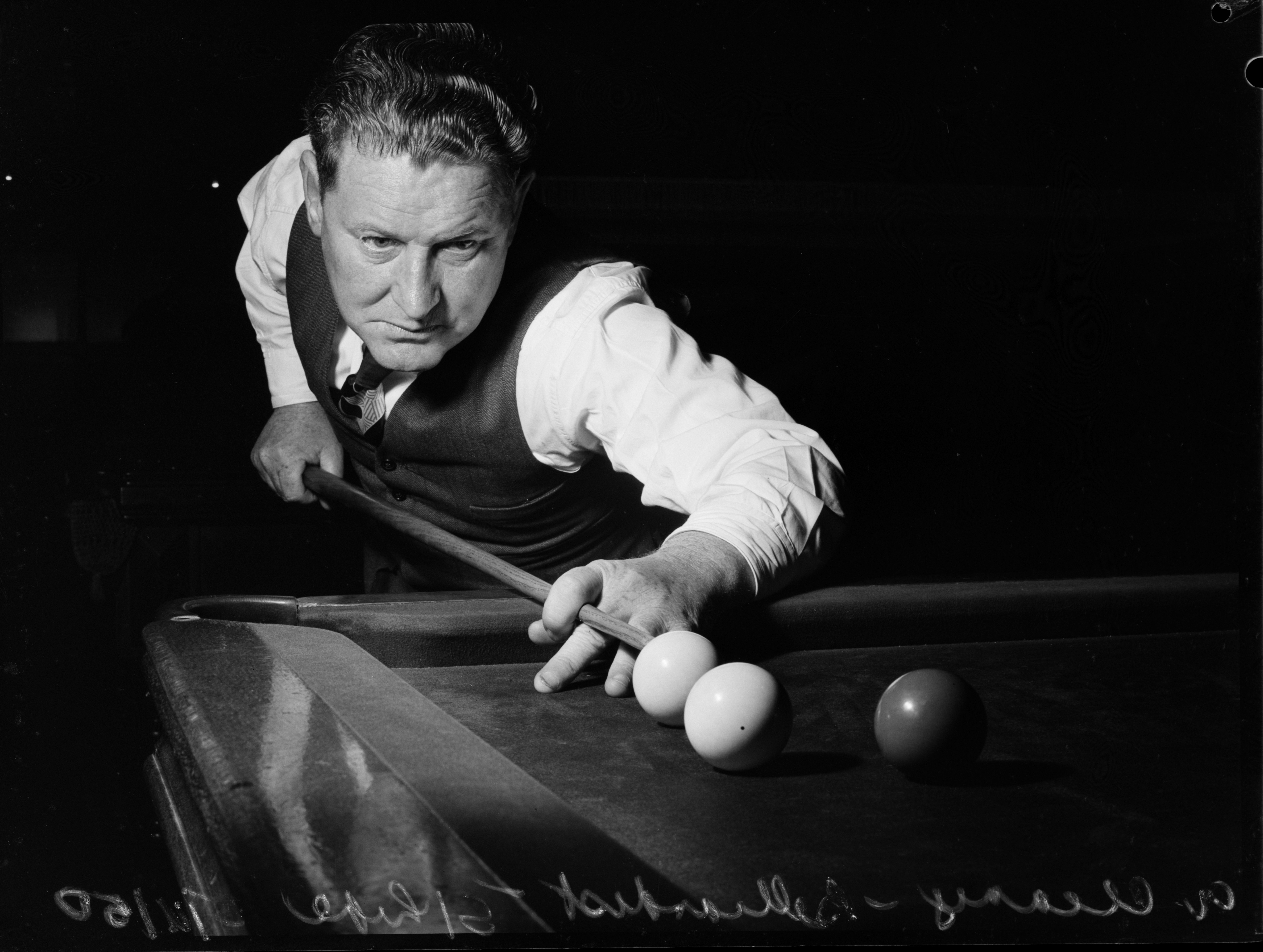
1950 – Jucător de biliard - (A. Cleary, Melbourne, 5 noiembrie 1950) – fotografie de Gordon F. De Lisle - (sursa imaginii, index SLNSW FL16460234)
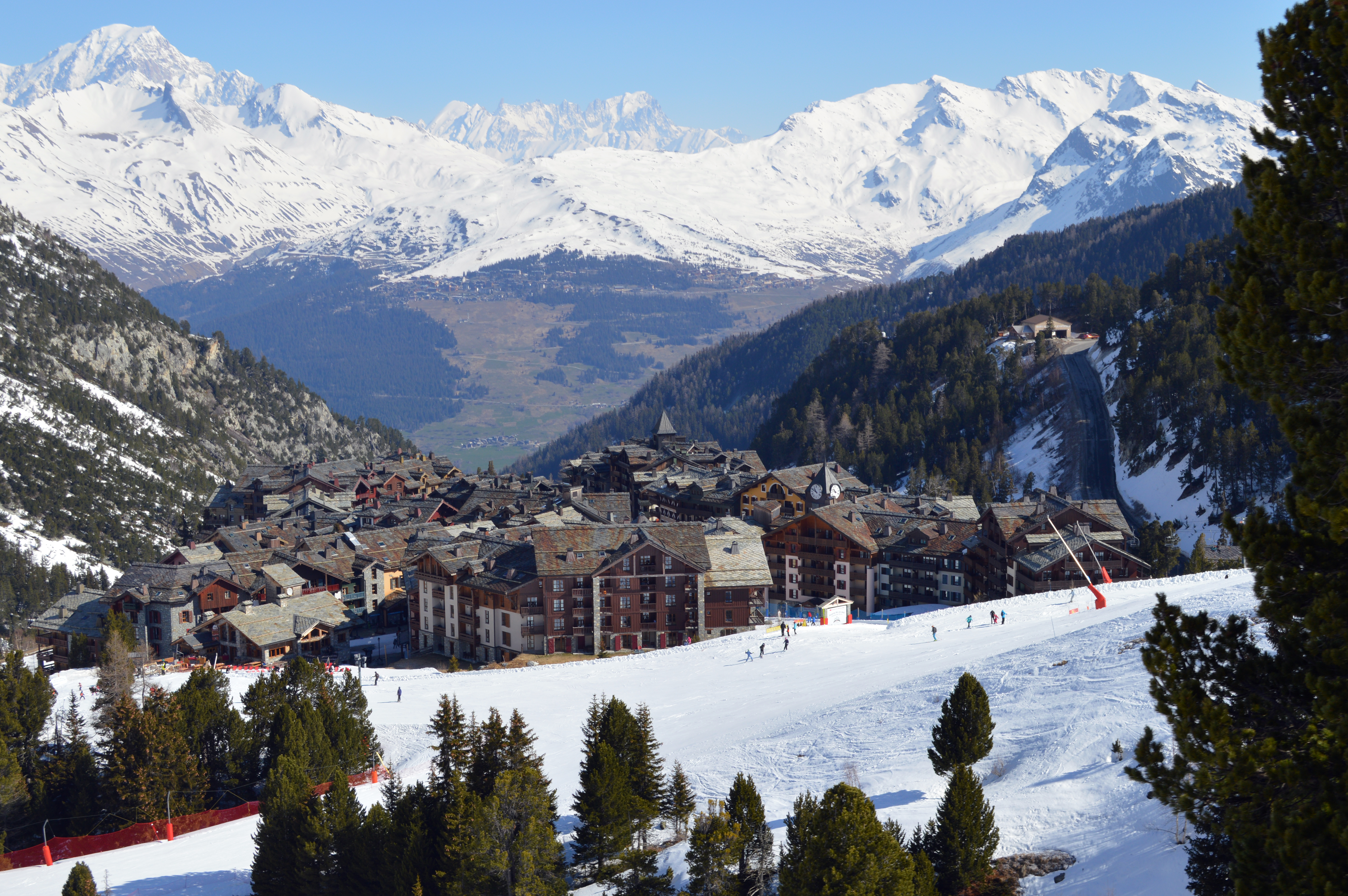
1950 – Stațiunea Les Arcs, în 1950, cu Mont Blanc în fundal
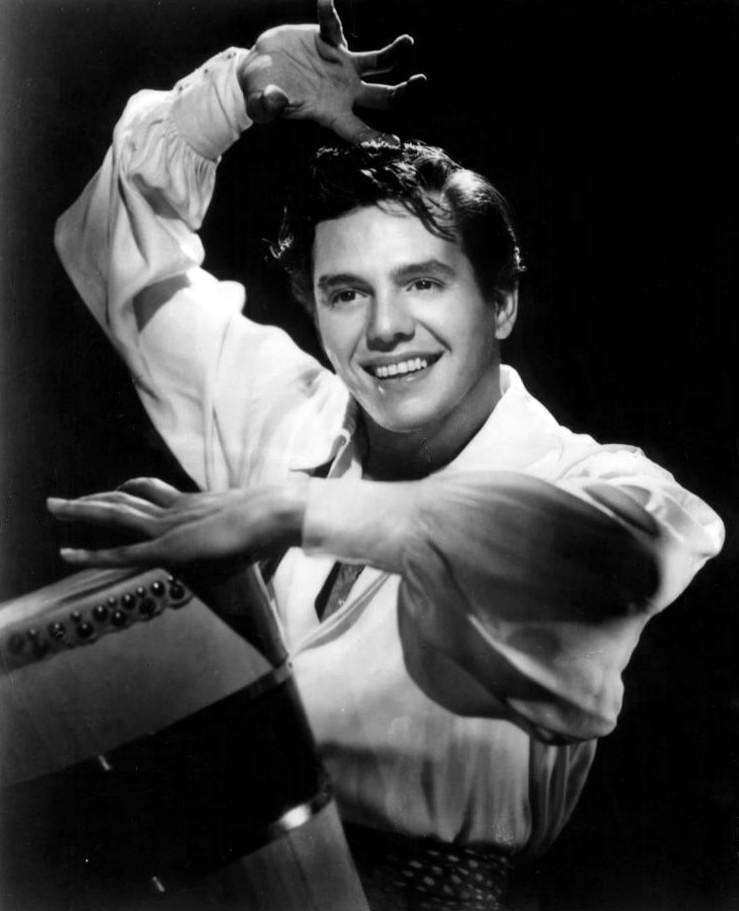
1950 – Actorul Desi Arnaz → fotografie publicitară, General Artists Corporation (management)
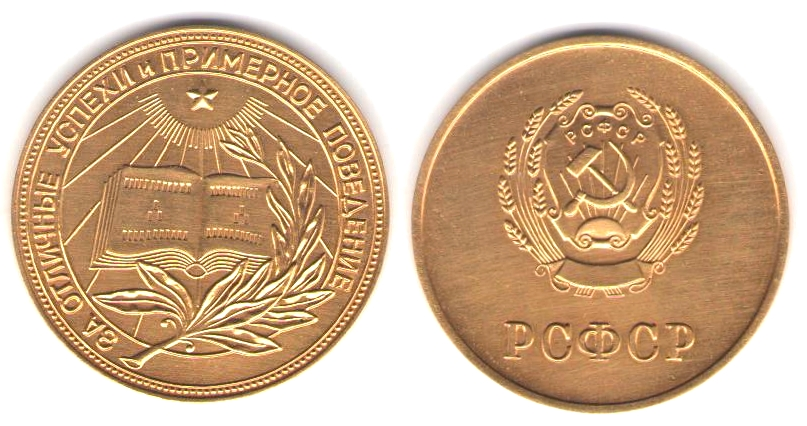
1950 — Medalie de aur din URSS